# Hydrostatiskt skelett
Ett hydrostatiskt skelett, även kallat vätskeskelett, är den mekanism som ger kroppen hos små land- och vattendjur som saknar ett inre bärande skelett eller ett hårt yttre hudskelett stadga och form. Djur med ett hydrostatiskt skelett får stadga och form genom att de har en vätskefylld kroppshåla vars inre tryck verkar antagonistiskt mot kroppsväggens muskulatur. Det vill säga om musklerna i kroppsväggen dras samman höjs det inre trycket i kroppshålan samtidigt som det inre trycket i kroppshålan är det som håller djurets kroppsvägg utspänd. Exempel på djur med hydrostatiskt skelett är maneter och andra små djur som påminner om maneter.